# 今川焼き
今川焼き（いまがわやき、旧字体：今川燒）は、主に小麦粉からなる生地に餡を入れ、金属製焼き型で焼いた和菓子である。
名称については、形状や店名など、地域や店により、さまざまな呼び名がつけられた。国語学者の岸江信介によると、今川焼きを指す呼び名は少なく見積もっても全国で100種類以上あるという。さらに、同じ地域であっても世代によって異なる呼び名が使われることもある。

## 概説

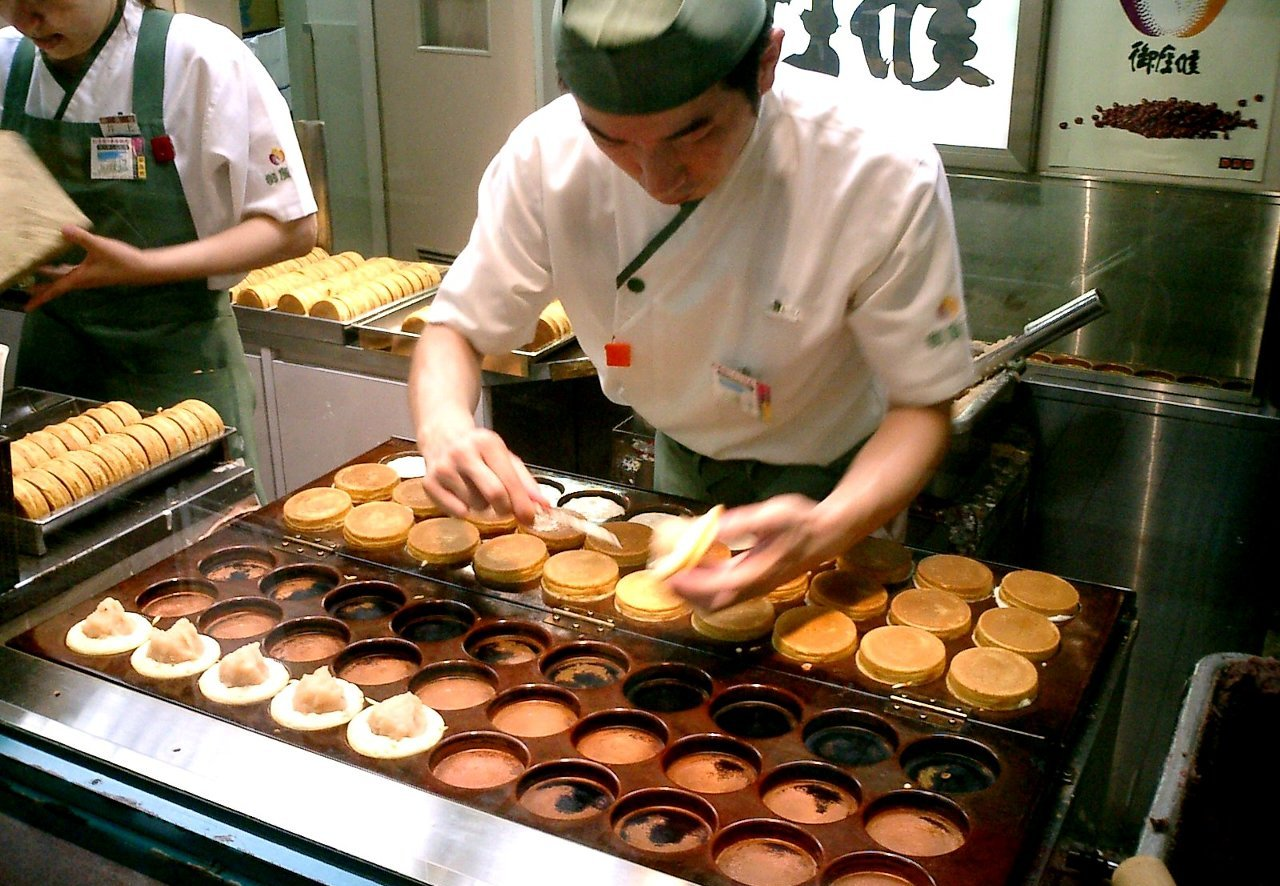
神戸市阪急三宮駅

小麦粉、卵、砂糖を水で溶いた生地を鉄や銅製の円形に窪んだ焼き型へ流し込み、餡を包埋し、高さの低い円筒形ないしは分厚い円盤状に焼成したものである。同様の原料をもちいて焼成されても形状が異なると様々な呼称があり、全国各地で同様な食品が作られている。固定や常設の店舗だけではなく神事や仏事に限らずいわゆる祭りの露天屋台で販売される場合も多く、日本人になじみ深い菓子である。
また、出来たての状態での販売のほか、冷凍食品としても流通している。

## 歴史
史料に初めて見えるのは、安永6年（1777年）に記された『富貴地座位』江戸名物菓子之部に登場する「今川やき 那須屋弥平 本所」である。ただし、当時の「今川やき」がどのような菓子であったかは不明である。
現在の今川焼としての姿が確認できるのは、幕末の風俗を描いた清水晴風の『街の姿』である。『街の姿』の中では、6つのくぼみがある小さな鉄板で、今川焼が焼かれており、2つで4文だったという。当時の子供のおこづかいは4文ほどであり、この屋台は子供相手の駄菓子商売だったと考えられる。「日本初の近代的国語辞典」とされる『言海』でも取り上げられ、『大言海』では詳しい説明がなされた。
明治時代、庶民のおやつとして大流行した。その流行と繁盛は、首都圏において従来の駄菓子屋の経営を悪化させるほどであったという。森永製菓創業者の森永太一郎が「焼芋屋と今川焼がある限り銀座での西洋菓子の進出は困難」と言うほど、盛んに売られていた。大正時代には「大正焼き」の別称もあった 。

## 名称
「今川焼き」の名称の由来に確たる史料はないが、今日主流とされるものに、江戸時代中期の安永年間、江戸市内の名主・今川善右衛門が架橋した今川橋付近の店で、桶狭間合戦にもじり「今川焼き」として宣伝・発売し評判となったため、一般名詞化して広がったとする説がある。

### 日本国内での別名
この和菓子の名称は全国的には統一されておらず、地域や各店舗によってさまざまに呼称されている（表は五十音順）。
国語学者の岸江信介の調査によれば、全国レベルでは「大判焼き」という名称が主流であり、これは1956年から1958年まで連載されていた小説『大番』の流行に由来するという。舞台でもある愛媛の製菓・製パン機械メーカー、松山丸三では、一回り大きな今川焼きを「大番焼き」と称し、これを焼く焼くための機械を販売しようと考えた。しかし、単に小説の題を取るだけでは芸がないとして、サイズが大きいことも踏まえた「大判焼き」という呼び名が考案された。松山丸三では焼き器と「大判焼の素」のセット販売を行っており（「大判焼」と書かれた暖簾も付属した）、これを使えば素人でもすぐ店が開けるため、「大判焼き」の名はみるみる間に四国、中国地方から全国へと広がっていったという。このように販売時に用いられる暖簾は、地域ごとに異なる名称が定着する大きな要因となった。例えば、兵庫県姫路市の御座候では、1950年の開店当初は「回転焼き」として販売されていたものの、暖簾やのぼりに「御座候」という社名を掲げるようになると、やがて製品自体もこの名で呼ばれるようになった。御座候の店舗の展開と共に、今川焼きの呼称としても広まっていった。
「回転焼き」は、第二次世界大戦前から大阪を中心に使われてきた呼び名の1つである。一方、同じ時期の上方においては今川焼きのほかに、「巴焼き」や「太鼓饅頭」などの呼び名も使われていた。4代目桂米團治が創作した上方落語『代書』（1939年初演）には、「巴焼きを売る」を職歴として履歴書に書くためにはどのような表現にすべきか、思案の末「まんじゅう商を営む」とする場面がある。ここでは「回転焼き」という呼び名にも言及されている。さらに、後に2代目桂枝雀が演じた際には、加えて「太鼓焼き」、「太鼓饅頭」、「今川焼き」という呼び名にも言及された。

#### 形状や製法に基づく名称
- 円盤焼
- 大判焼き - 全国各地（一部を除く）
- おやき[注釈 4] - 北海道、青森県、岩手県、茨城県西部など
  - かつて青森県に存在した、「おやき」と呼ばれる円盤状のお菓子に由来
- 回転焼き、回転饅頭 - 大阪府大阪市・堺市、九州など
- カスタードパンケーキ[要出典]
- 義士焼[20]（ぎしやき） - 巴焼のバリエーション[21]。東京市[22]、茨城県
- きんつば[注釈 5] - 千葉県・福島県・新潟県
- ずんどう焼き
- 太鼓饅頭、太鼓まん、太鼓焼き - 西日本各地、台湾
  - 太閤焼き、太幸焼 - 「太鼓焼き」の転訛によると思われる名称
- 大砲焼き
- 天輪（てんりん）焼 - 三重県松阪市
- 巴焼き（ともえやき） - 焼型により[21]、表面に巴の紋を焼きつけたもの[1]
- ドラ焼き[要出典]
- 二重焼き - 広島県
- ぱんじゅうやき[要出典]
- 満月焼き - 岐阜県関市
- まんまる焼き - バンダイのキャンディトイ部から発売
- 三笠焼
- 望月
- 車輪餅、紅豆餅、管仔餅 - 台湾

#### 商品名や地域による名称
- あじまん - 山形県ほか
- あづま焼、あずま焼き - 静岡県浜松市・磐田市
- 尼い出焼き
- 甘太郎焼 - 埼玉県、千葉県、神奈川県、茨城県、群馬県前橋市「よね屋」、東京都神津島村
- あまやき
- あんこ饅頭
- 今川焼き - 全国各地（一部を除く）
- えびす焼き
- 黄金まんじゅう、黄金饅頭 - 静岡県藤枝市、静岡県中部地区
- お竹饅頭
- おやつ饅頭
- カルチャー焼 - 佐賀県小城市牛津町「有浦米穀店（オックスフォード牛津）」
- 黄金焼(こがねやき) - 弘前市 がめこもぢとも呼ばれている。
- 御座候 - 兵庫県、大阪府など全国各地[23]
- 黄金（こがね）焼 - 神奈川県横浜市[注釈 6]
- 暫（しばらく） - 滋賀県長浜市[24]
- 志゛まんやき（じまんやき） - 富士アイス系列店（全国各地）[25][注釈 7]
- 自慢焼 - 群馬県高崎市。富士屋が自慢焼きの名称で販売
- 人工衛星饅頭 - 兵庫県神戸市[26][注釈 8]
- 丸正まんじゅう - 和歌山県和歌山市
- ずぼら焼き - 和歌山県海南市
- 太閤焼き、太幸焼
- 大丸焼き
- 大文字焼、大文字焼き
- 太郎焼 - 埼玉県川口市・越谷市、福島県会津若松市ほか
- ちゃっぽろ焼き
- 東海道 - 名古屋を中心としたスーパー「ヤマナカ」での名称
- どてきん
- どらこ焼き
- どりこの焼き
- 七尾焼き
- 七越（ななこし）焼き、七越まん - 富山県富山市
- 花見焼き - 埼玉県蕨市
- ひぎり焼 - 愛媛県松山市
- びっくり饅頭 - 広島県呉市
- ヒット焼き - 愛媛県新居浜市
- ピーパン
- ふうまん、夫婦饅頭 - 岡山県岡山市・倉敷市
- 蜂来饅頭
- 蜂楽饅頭[注釈 9] - 熊本県、鹿児島県、宮崎県、福岡県
- ホームラン焼き
- ホッペ焼き
- めおとまんじゅう
- 焼一番
- 焼き饅頭 - 福井県
- やなぎ饅頭
- 横綱まんじゅう - 岡山県津山市
- 六法焼

JRA競馬場内で販売する「G1焼き」などイベントや祭り開催場所に関連する名称を用いる場合もある。
2021年頃に日本のインターネット上では「ベイクドモチョチョ（ベイクドモチョモチョ）」という呼称が生まれ、上記のように呼称が統一されていないことを皮肉り「ベイクドモチョチョ（ベイクドモチョモチョ）」を統一名称にしようというジョークも生まれている。

### 日本国外での名称
大韓民国には、日本から「オバントク」（오방떡、obang-ttok）として伝わった。その名は大判焼きに由来する。（「トク 떡」は、朝鮮半島の伝統的な餅である）。IMFによる韓国救済（1997年）の後に砂糖と小豆の価格が高騰すると、餡の代わりに玉子を入れたケランパンが考案され、やがてオバントクを上回るほどの人気を博した。
台湾では「日式輪餅」・「車輪餅（チェールンビン）」・「紅豆餅（ホンドウビン）」・「太鼓饅頭」・「管仔粿（kóng-á-kóe）」・「大鼓餅」・「飛碟燒」などの名称で販売されており、この台湾風の今川焼きを英語圏では"en:Wheel Pie"もしくは"Wheel cake"と言う。
マレーシアでは"Tokiwado"（トキワドー）、フィリピンでは"Japanese cake"としても知られる。

## 派生品

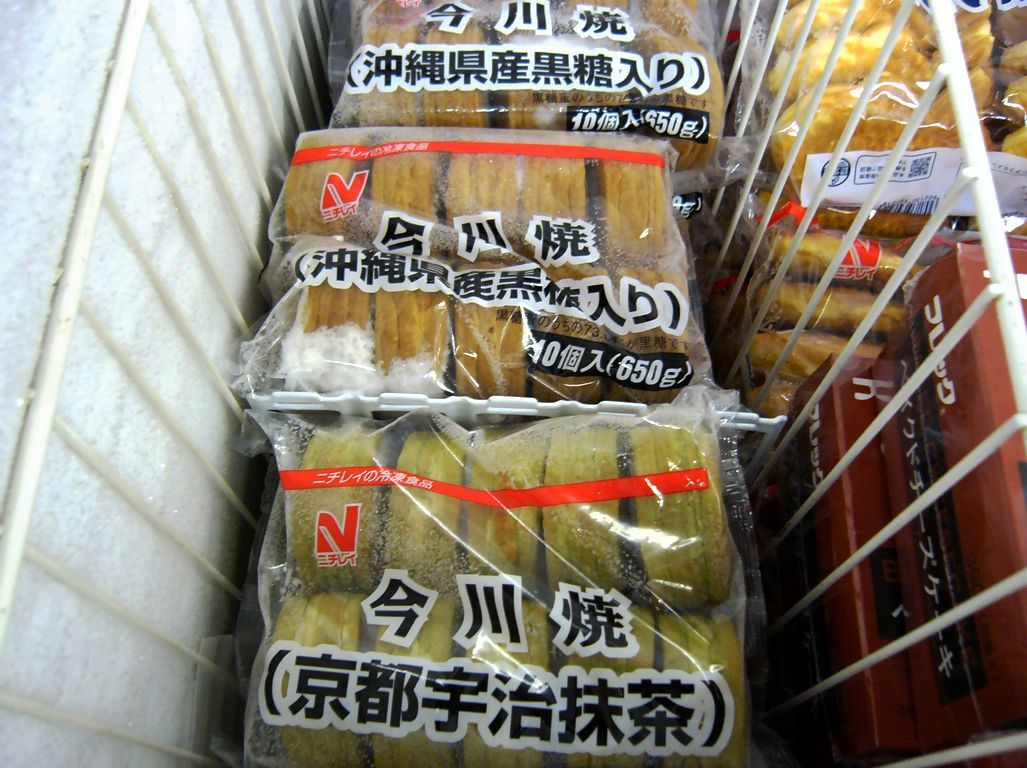
様々な味で冷凍食品としても流通している。

餡は小豆あん（粒あん・こしあん）が主流だが、白あんやカスタードクリーム、チョコレートクリーム、いちごクリーム、クリームチーズ、キャラメル、抹茶クリームなどの他、蒸しじゃがいもをマヨネーズで和えたポテマヨ、ハンバーグ、ソーセージなどの具材を用いた様々な派生商品も散見される。
台湾では餡以外にタロイモ、ゴマ餡とピーナツ、キャベツ炒めやカレーなどの具材も好まれている。

### 類似品
- 生地を金属製の型へ流し入れて焼成する菓子では、鯛の魚体を模した「たい焼き」が著名である[35][36]。
- 同様な原料を用いるが、「どら焼き」は焼成法と形状が異なる[8]。